# تابيرنولاس
بلدية تابيرنوليس (بالكاتالانية: Tavèrnoles) هي إحدى بلديات مقاطعة برشلونة، والتي تقع في منطقة كاتالونيا، شرق إسبانيا.
يبلغ عدد سكانها 310 نسمة وفقاً لإحصائية سنة (2007).